# Tonje Haug Lerstad
Tonje Haug Lerstad (født 9. Oktober 1996 i Trondheim, Norge) er en norsk håndboldspiller, der spiller for Byåsen Håndball Elite.
Hun deltog ved, Junior-VM i håndbold 2016 (kvinder), hvor Norge sluttede som nr. 5, Junior-VM i håndbold 2014 (kvinder), som nr. 13 og U/17-EM i håndbold 2013 (kvinder), hvor Norge sluttede som nr. 7.